# 테하노
테하노(Tejano , 스페인어로 "텍사스 사람"의 의미)는 미국 텍사스에서 태어난 히스패닉 계 주민을 말하며, 옛날에는 "Texano"라고도 표기했다.

## 개요
1821년 멕시코 독립 전쟁 끝에 텍사스에는 약 4,000명의 테하노가 살고 있었다. 1820년대 대부분의 앵글(영국)계 정착민들이 미국에서 텍사스로 이주를 하여 1830년까지 텍사스 이주민은 30,000명으로 테하노의 수를 6배 이상 웃돌았다. 앵글로 계 이주민과 테하노는 멕시코 시티의 중앙 집권 체제와 산타 안나 정권이 실시한 독재적인 조치에 불만을 품고 반란을 일어켰다. 이 멕시코 연방 대 이주민과 테하노의 사이의 긴장은 결국 텍사스 혁명으로 이어졌다.
오늘 테하노의 민족성은 스페인, 치카노, 멕시코계 미국인, 스페인인, 라티노 등 다양한 호칭으로 나누어 생각할 수 있다. 시골 커뮤니티와 마찬가지로 도시 지역에서도 테하노는 스페인과 앵글로 아메리칸 문화 모두에 잘 녹아있는 것처럼 보인다. 오늘 날 테하노의 후예들, 특히 젊은 세대는 스페인어를 하는 인구는 거의 보이지 않는다.

## 같이 보기
- 텍시언